# Ovtjartsi
Ovtjartsi (bulgariska: Овчарци) är ett distrikt i Bulgarien.   Det ligger i kommunen Obsjtina Sapareva Banja och regionen Kjustendil, i den västra delen av landet, 50 km söder om huvudstaden Sofia.
I omgivningarna runt Ovtjartsi växer i huvudsak blandskog. Runt Ovtjartsi är det ganska tätbefolkat, med 116 invånare per kvadratkilometer.